# Comuna Kovtunî, Zolotonoșa
Kovtunî (în ucraineană Ковтуни) este o comună în raionul Zolotonoșa, regiunea Cerkasî, Ucraina, formată din satele Kovtunî (reședința) și Mîțalivka.

## Demografie
Componența lingvistică a comunei Kovtunî
     Ucraineană (97,88%)
     Rusă (1,48%)
     Alte limbi (0,32%)
Conform recensământului din 2001, majoritatea populației comunei Kovtunî era vorbitoare de ucraineană (97,88%), existând în minoritate și vorbitori de rusă (1,48%).